# 石細胞
石細胞（せきさいぼう、stone cell）とは、厚壁異型細胞（こうへきいけいさいぼう、英語: sclereid、スクレレイド）の一種。この記事では、石細胞を包含するスクレレイドについても述べる。
スクレレイドとは、ほとんどの植物において、耐久性のある層の小さな束を形成する、高度に肥厚し、木化した細胞壁を持つスクレレイマ細胞の縮小した形態である。細胞壁にリグニン、スベリン、ペントサン、結晶化したセルロース、シリカ（プラントオパール）などの物質が蓄積し石のように硬くなったもの。細胞壁が厚く発達し木に近い状態に変化（木化）しており、細胞自体は死んでいる場合が多い。

## 概要
通常石細胞は植物の皮などに存在し、野菜や果物の皮の部分に多く存在するが、ナシ、グアバ、フェイジョア、バンレイシ（別名 釈迦頭）、マルメロなどは果肉に多くの石細胞を蓄積している。植物の表面に存在する石細胞の役割は組織を固くし保護するためといわれているが、ナシの果肉に存在する石細胞の役割はよく分かっていない。

### 果実の食感を生み出すスクレレイド
多数の石細胞が存在することでリンゴの芯が形成され、また、人間が食べた時の食感に影響しており、ナシのシャリシャリ感やバンレイシの砂糖を噛むようなジャリジャリした食感、グアバのギトギトした食感は石細胞によるものである。また石細胞は人間の胃腸では消化されない。
スクレレイドという用語は、1885年にアレクサンダー・チルヒによって導入された。

## スクレレイドの発生
単離されたスクレレイド細胞は、イディオブラストと呼ばれる。スクレレイドは通常、表皮、基底組織、植物の脈管組織に存在する。
スクレレイド は、柔組織の遅発性硬化によって形成されるか、発生初期に個体化したスクレレイド原基から形成される。硬化は一般的に細胞壁の肥厚を伴い、剛性を増加させる。師部では、組織が伝導細胞として機能しなくなると、硬化が始まることがある。植物の脈管組織では、鞘状突起は間充織細胞と前間充織細胞から発生する。

## 茎のスクレレイド
ホヤカルノーサ（サクララン）の茎の維管束領域には鱗茎の柱が見られ、ホヤとポドカルプスの茎の髄には鱗茎のグループが見られる。これらは厚い細胞壁と多数の孔を持つスクレレイドで、隣接する柔細胞に似ている。この類似性から、これらの鱗片状細胞はもともと柔細胞であったが、硬化して柔細胞ではなく鱗片状細胞になったと考えられる。これらのスクレレイドは、石細胞（brachysclereids）の一例である。

## 葉のスクレレイド
葉には様々な種類のスクレレイド構造がある。中葉では、2つの異なるスクレレイド構造が見られる。拡散型のスクレレイドは葉組織全体に分散しており、末端型のスクレレイドは葉脈の先端に集中している。葉に見られる小鱗片には、トロコデンドロンの枝分かれした小鱗片、ハケアの柱状の小鱗片、スイレンの葉や黄色いアケビの葉の中で気室に枝分かれする毛のような小鱗片などがある。スクレレイド類はまた、アリウム・サティバムのクローブの鱗片のような葉の構造の表皮の一部または全体を形成することもある。
特に興味深いのは、オリーブの葉のスクレレイドである。長さは通常1mmで、繊維状スクレレイドと名付けられた。硬化の際、他の柔細胞が2、3倍にしかならないのに比べ、これらの繊維状柔細胞は元の大きさの数百倍になることがある。

## 果実のスクレレイド
果実の裂果の形態や用途はさまざまである。ナシでは、先に形成された裂果に同心円状に集まった裂果が成長する。これらの梨の裂片は、カリンの果実内の裂片と同様に、硬化の過程で細胞壁が厚くなると、しばしば縁取りのあるピットを形成する。リンゴでは、細長い裂果の層が種子を包む内果皮を形成する。

## 種子のスクレレイド
成熟期の種子被膜の硬化は、表皮や表皮下の二次細胞壁が厚くなる硬化によって起こることが多い。マメ科の種子はこのような硬化の例である。エンドウ豆、インゲンマメ、ダイズの種子では、表皮に大きなスクレレイドが柱状に形成され、表皮の下には骨状のオステオスクレレイドが生じる。ココナッツの種皮では、鱗片状突起は多数の縁取りされた孔を持つ。種皮に見られるこれらの大型のマクロ鱗片状突起は、前胚葉由来である。